# Olimpíada Internacional de Filosofia

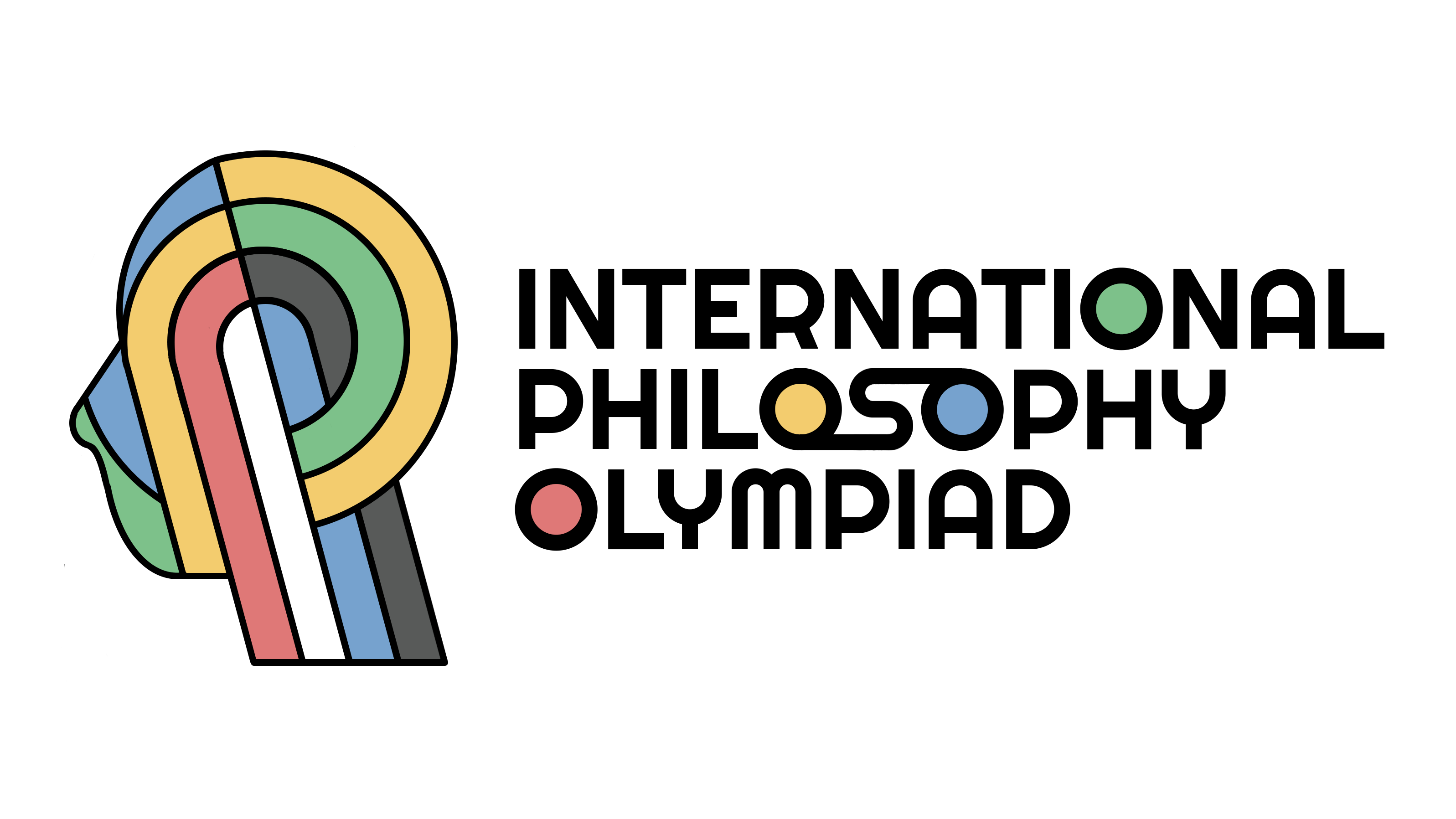
Logo das Olimpíada Internacional de Filosofia.

A Olimpíada Internacional de Filosofia (International Philosophy Olympiad ou simplesmente IPO) é uma olimpíada de filosofia que ocorre anualmente em local itinerante e é destinada a alunos do ensino médio. O evento, que dura de quatro a cinco dias e que tem em seu núcleo uma competição de ensaios filosóficos, conta também com uma intensa programação acadêmica, cultural e social.

## História do Evento
A IPO, que tem como principal objetivo a disseminação do ensino de filosofia na educação básica ao redor do mundo, nasceu em 1993 na Bulgária, partindo de uma iniciativa do Departamento de Filosofia da Universidade de Sófia, e tem como seus fundadores o professor búlgaro Ivan Kolev, a professora romena Florina Otet e a professora turca Nuran Direk. Desde o ano de sua fundação, a IPO é realizada todos os anos e reúne um número cada vez maior de países participantes: em sua 26a edição, realizada em 2018 na cidade de Bar (Montenegro), o evento contou com a participação de cinquenta países e mais de cem estudantes. Em cada uma das edições do evento, cada país pode ser representado por uma delegação de até quatro integrantes, sendo dois professores e dois estudantes (com exceção do país sede, que pode inscrever até dez estudantes).

## Participação do Brasil
A primeira participação do Brasil na história da IPO ocorreu em 2017, na 25a edição do evento, realizada em Rotterdam (Holanda), entre os dias 25 e 28 de maio. A Delegação Brasileira foi composta pelo Prof. Me. Gustavo Coelho, que desempenhou as funções de Chefe da Delegação Brasileira e membro do Júri Internacional, e pelos estudantes Antonio Simões Piltcher e Daniela Barcellos Amon, todos do Colégio Israelita Brasileiro, de Porto Alegre. Como o Brasil ainda não dispunha de uma seletiva nacional para a IPO, e nem de uma competição nacional de ensaios filosóficos, os três integrantes da Delegação Brasileira foram autorizados a participar do evento após terem obtido, com o apoio de professores universitários federais, uma recomendação da Presidência da Associação Nacional de Pós-Graduação em Filosofia. Pela qualidade de seu ensaio escrito na 25a IPO, o estudante brasileiro Antonio Simões Piltcher foi agraciado com uma Menção Honrosa pelos membros do Júri Internacional.
Em 23 de fevereiro de 2018, após ter sido convidado pelo Comitê Organizador da 26a IPO para, novamente, chefiar uma Delegação Brasileira e compor o Júri Internacional do evento, o Prof. Me. Gustavo Coelho organizou a primeira seletiva brasileira para a Olimpíada Internacional de Filosofia. Foram convidadas para a seletiva mais de vinte escolas, públicas e privadas, do país. A seletiva, que contou com a participação de dez estudantes que teriam de escrever um ensaio filosófico em língua estrangeira, foi realizada simultaneamente no Departamento de Filosofia da PUC-RIO, na Escola de Aplicação da Faculdade de Educação da USP e no Colégio Israelita Brasileiro, em Porto Alegre. O júri da seletiva, que ficou encarregado tanto de elaborar os tópicos cobrados na prova quanto de avaliar os ensaios escritos pelos candidatos, foi formado pelo Prof. Dr. Edgar Lyra (PUC-Rio), pela Profa. Dra. Gisele Secco (UFRGS), pelo Prof. Dr. Leonardo Ruivo (UEMA) e pela Profa. Dra. Mitieli Seixas (UFSM). Os dois vencedores da seletiva foram os estudantes Monique Murer e Pedro de Oliveira, ambos da Escola Móbile, de São Paulo. A seletiva foi realizada segundo os parâmetros estabelecidos pelo regulamento da IPO. Além do Prof. Me. Gustavo Coelho e dos estudantes selecionados, a Delegação Brasileira na 26a IPO, realizada na cidade de Bar, em Montenegro, entre os dias 23 e 27 de maio de 2018, também foi composta pela Profa. Dra. Mitieli Seixas (UFSM), que fez parte do Júri Internacional do evento. Pela qualidade de seu ensaio escrito na 26a IPO, a estudante Monique Murer foi agraciada com uma Menção Honrosa pelos membros do Júri Internacional.

## Competição de Ensaios
A IPO, que conta com uma ampla e intensa programação acadêmica, cultural e social para estudantes e professores, tem em seu núcleo uma competição de ensaios filosóficos. Nessa competição, cada um dos estudantes dos países participantes dispõe de quatro horas para escrever um ensaio filosófico sobre um de quatro tópicos que são escolhidos por membros da Fédération Internationale des Societés de Philosophie (FISP) e que são apresentados apenas no dia da prova. Os ensaios devem ser escritos em inglês, espanhol, francês ou alemão, e nenhum estudante pode escrever seu ensaio em sua língua nativa. A fim de permitir que os membros da FISP sondem as áreas de interesse dos estudantes, cada Chefe de Delegação pode enviar, até uma data estipulada pelo Comitê Organizador, uma sugestão de tópico para a prova.

## Avaliação e Premiação
As duas primeiras fases de avaliação dos ensaios competem aos membros do Júri Internacional, formado por todos os chefes das delegações dos países participantes do evento e pelos professores acompanhantes. Os membros do Júri Internacional são divididos pelo Comitê Organizador em grupos de quatro professores, cada grupo encarregando-se, inicialmente, da avaliação de quatro ou cinco ensaios, que serão lidos sem que a autoria e a nacionalidade de seus autores sejam conhecidas - além disso, o Comitê Organizador fica encarregado de garantir que nenhum professor avalie ensaios de estudantes de seu próprio país. Cada avaliador atribui sua nota, de 0 a 10, a cada um dos ensaios lidos pelo grupo. Caso um ensaio receba uma média igual ou superior a 7 pontos na primeira rodada, esse ensaio passará para uma segunda rodada de avaliação, em que será lido por outros dois professores. Caso a diferença entre a nota mais alta e a mais baixa dos quatro avaliadores da primeira rodada seja superior a 3 pontos, outros dois professores também serão designados para avaliar o mesmo artigo. Apenas após essa segunda fase de avaliação, os membros do Júri Internacional definem, ainda sem conhecimento da identidade dos autores do ensaios, o ponto de corte para a entrega de menções honrosas e os ensaios que serão entregues aos membros do Comitê Diretor, que determinará quais desses ensaios receberão medalhas e em que ordem, isto é, ouro, prata e bronze.

## Seleção para a IPO
O primeiro critério para a participação de um país na IPO é que este disponha de uma competição nacional de ensaios filosóficos que seja reconhecida por sua associação nacional de Filosofia. Caso esse país não disponha de uma competição nacional de ensaios, ou caso essa competição não seja reconhecida pela associação nacional de Filosofia desse mesmo país nem pelo Comitê Diretor da IPO, ele poderá participar mediante a apresentação de uma recomendação institucional de sua associação nacional de Filosofia. Em 2017, uma delegação brasileira participou pela primeira vez da IPO contando com uma recomendação da Associação Nacional de Pós-Graduação em Filosofia. Em 2018, o Brasil realizou sua primeira seletiva nacional para a IPO, que contou com o apoio institucional do Comitê Diretor da IPO.

## Sedes da IPO
| №  | País           | Ano  |
| -- | -------------- | ---- |
| 1  | Bulgária       | 1993 |
| 2  | Bulgária       | 1994 |
| 3  | Bulgária       | 1995 |
| 4  | Turquia        | 1996 |
| 5  | Polônia        | 1997 |
| 6  | Romênia        | 1998 |
| 7  | Hungria        | 1999 |
| 8  | Alemanha       | 2000 |
| 9  | Estados Unidos | 2001 |
| 10 | Japão          | 2002 |
| 11 | Argentina      | 2003 |
| 12 | Coreia do Sul  | 2004 |
| 13 | Polônia        | 2005 |
| 14 | Itália         | 2006 |
| 15 | Turquia        | 2007 |
| 16 | Romênia        | 2008 |
| 17 | Finlândia      | 2009 |
| 18 | Grécia         | 2010 |
| 19 | Áustria        | 2011 |
| 20 | Noruega        | 2012 |
| 21 | Dinamarca      | 2013 |
| 22 | Lituânia       | 2014 |
| 23 | Estônia        | 2015 |
| 24 | Bélgica        | 2016 |
| 25 | Holanda        | 2017 |
| 26 | Montenegro     | 2018 |